# Demjén Gyöngyvér
Demjén Gyöngyvér (Budapest, 1940. május 26. – Budapest, 2019. február 18.) Jászai Mari-díjas magyar színművész.

## Életrajza
Demjén András tisztviselő és Marsovszky Mária gyermekeként született. A középiskolát a Szentendrei Ferences Gimnáziumban végezte, 1958-ban érettségizett, majd egyből felvételt nyert a Színművészeti Főiskolára, ahol 1962-ben végzett. A főiskola elvégzése után a Győri Kisfaludy Színház társulatának tagja lett. 1964-ben a Szegedi Nemzeti Színházhoz került, majd 1969 és 1994 között a Veszprémi Petőfi Színházhoz szerződött. 2000-től újra a Győri Nemzeti Színház (az egykori Kisfaludy Színház) tagja volt.
Évekig kapcsolata volt Bozóky István színésszel, aki házas volt. Gyermekük, Herold Ágnes (Bozóky Virág), 1970-ben született. Későbbi férje Dobó György Gyula alezredes volt. 

## Színpadi szerepei
A Színházi adattárban regisztrált bemutatóinak száma: 117; ugyanitt ötvennégy színházi felvételen is látható.
- Anton Pavlovics Csehov: Cseresznyéskert (Ranyevszkaja)
- Anton Pavlovics Csehov: Három nővér (Irina, Mása)
- Anton Pavlovics Csehov: Sirály (Arkagyina)
- Anton Pavlovics Csehov: Ványa bácsi (Jelena)
- Arthur Miller: Salemi boszorkányok (Mary Warren)
- Avenir Zak - Iszaj Kuznyecov: Fekete vagy vörös (Zinyocska)[9]
- George Bernard Shaw: Cézár és Kleopátra (Kleopátra)
- George Bernard Shaw: Sosem lehet tudni (Clandonné)
- George Bernard Shaw: Tenner John házassága (Anna)
- Illyés Gyula: Kegyenc (Júlia)
- Katona József: Bánk bán (Melinda)
- Molnár Ferenc: A Pál utcai fiúk (Nemecsek)
- Molnár Ferenc: A testőr (Színművésznő)
- Molnár Ferenc: Az ördög (Jolán)
- Molnár Ferenc: Doktor úr (Sárkányné)
- Molnár Ferenc: Játék a kastélyban (Anni)
- Presser Gábor-Sztevanovity Dusán: A padlás (Mamóka)
- Tennessee Williams: Nyár és füst (Alma)
- William Shakespeare: Rómeó és Júlia (Júlia)

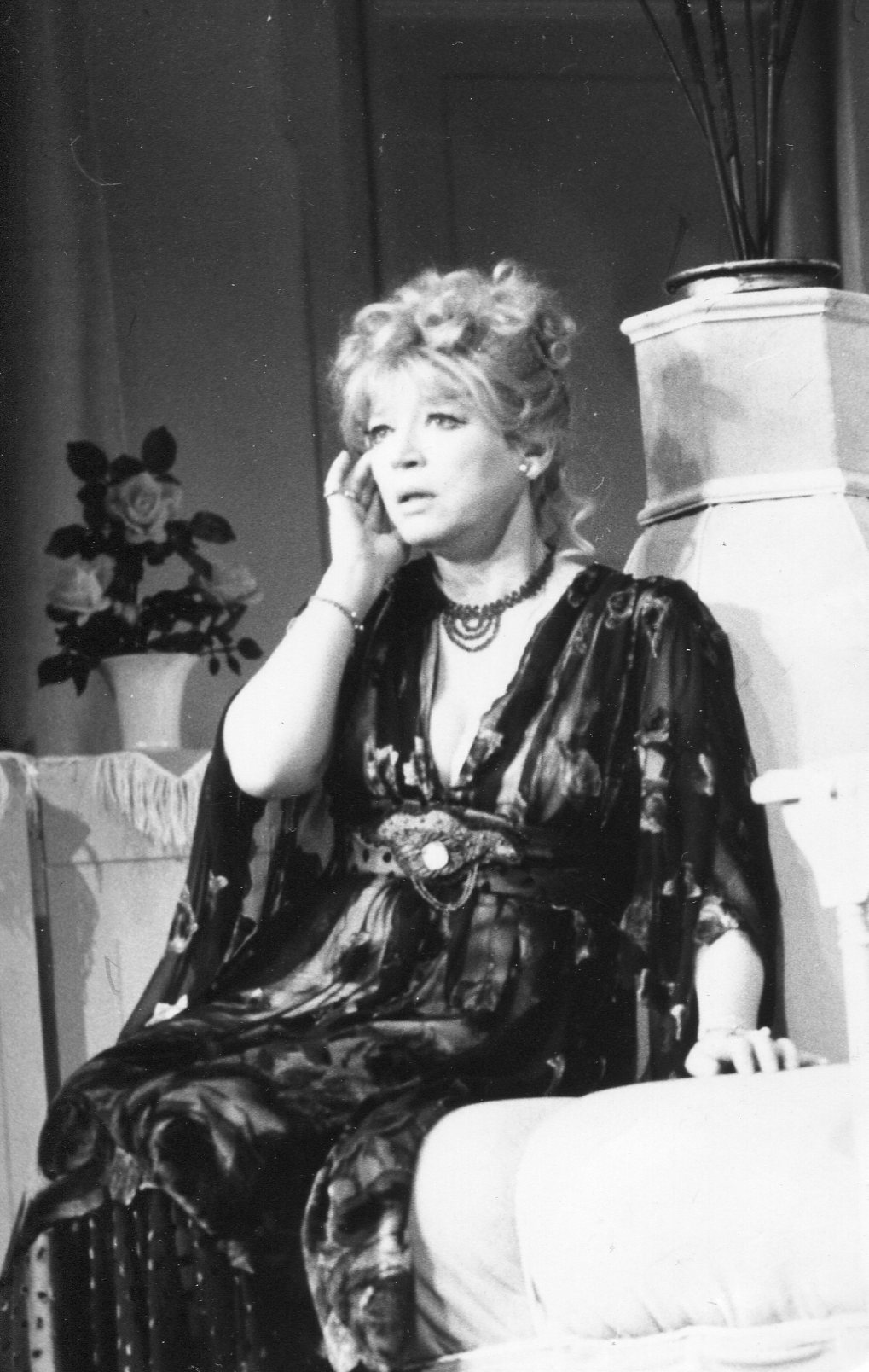
Sárkányné szerepében Molnár Ferenc A doktor úr című bohózatában

## Filmjei
- Az ígéret földje (1961)
- Cédula a telefonkönyvben (1961)
- A vak (1962)
- Elveszett paradicsom (1962)
- Angyalok földje (1962)
- Oldás és kötés (1963)
- Zöldár (1965)
- Krisztina szerelmese (1969)
- Pillangó (1970)
- Ki látott engem? (1977)
- Peer Gynt (1988)
- A pályaudvar lovagja (1992)
- Komédiások (2000)
- Jóban Rosszban (sorozat, 2005-2014)

## Díjai, elismerései
- Jászai Mari-díj (1988)